# Юнак (коммуна)
Юна́к (фр. Unac) — коммуна во Франции, находится в регионе Юг — Пиренеи. Департамент коммуны — Арьеж. Входит в состав кантона Ле-Кабан. Округ коммуны — Фуа.
Код INSEE коммуны — 09318.

## Население
Население коммуны на 2008 год составляло 122 человека.
| 1962 | 1968 | 1975 | 1982 | 1990 | 1999 | 2008 |
| ---- | ---- | ---- | ---- | ---- | ---- | ---- |
| 122  | 146  | 137  | 121  | 118  | 117  | 122  |

## Экономика
В 2007 году среди 68 человек в трудоспособном возрасте (15—64 лет) 53 были экономически активными, 15 — неактивными (показатель активности — 77,9 %, в 1999 году было 69,6 %). Из 53 активных работали 49 человек (26 мужчин и 23 женщины), безработными были 4 женщины. Среди 15 неактивных 2 человека были учениками или студентами, 7 — пенсионерами, 6 были неактивными по другим причинам.